# NGC 6047
NGC 6047 est une vaste et lointaine galaxie elliptique située dans la constellation d'Hercule. Sa vitesse par rapport au fond diffus cosmologique est de 9 459 ± 19 km/s, ce qui correspond à une distance de Hubble de 139,5 ± 9,8 Mpc (∼455 millions d'al). NGC 6047 a été découverte par l'astronome américain Lewis Swift en 1886.
NGC 6047 présente une large raie HI et elle présente un jet d'ondes radio.
À ce jour, dix mesures non basées sur le décalage vers le rouge (redshift) donnent une distance de 129,350 ± 26,361 Mpc (∼422 millions d'al), ce qui est à l'intérieur des valeurs de la distance de Hubble.
NGC 6047 fait partie du superamas d'Hercule. Steinicke utilise la désignation DRCG 34-... pour plusieurs galaxies du superamas d'Hercule. Cette désignation indique que ces galaxies figurent au catalogue des amas galactiques d'Alan Dressler. Le nombre 34 correspond au 34e amas du catalogue, soit Abell 2151, et les chiffres suivant 34 et le tiret indiquent le rang de la galaxie dans la liste.
Pour NGC 6047 la base de données NASA/IPAC utilisent les désignations suivantes : 
- ABELL 2151:[D80] 062  pour le catalogue de Dressler ;
- ABELL 2151:[BO85] 002 pour le l'article de Butcher et Oemler[8] ;
- ABELL 2151:[ZBO89] O3 ou ABELL 2151:[ZBO89] R3 pour l'article de Zhao, Burns et Owen[9] ;
- ABELL 2151:[CBW93] D pour l'article de Colless, Burstein et Wegner[10] ;
- ABELL 2151:[MGT95] 077 pour l'article Maccagni, Garilli et Tarenghi[11] ;
- ABELL 2151:[FBD2002] h02 pour l'article de Fasano, Bettoni et D'Onofrio[12].